# Petr Korda
Petr Korda (Praga, 23 de Janeiro de 1968) é um ex-tenista profissional checo.
Em 1998, sagrou-se campeão do aberto da austrália. No mesmo ano, testou positivo num teste anti-doping feito após o torneio. Por este "feito", Korda tornou-se o único campeão do ténis a acusar positivo num teste de doping.

## Major finais

### Grand Slam finais

#### Simples: 2 finais (1 título, 1 vice)
| Resultado | Ano  | Campeonato       | Piso   | Oponente     | Placar        |
| --------- | ---- | ---------------- | ------ | ------------ | ------------- |
| Vice      | 1992 | Aberto da França | Saibro | Jim Courier  | 5–7, 2–6, 1–6 |
| Campeão   | 1998 | Australian Open  | Duro   | Marcelo Ríos | 6–2, 6–2, 6–2 |

#### Duplas: 2 finais (1 título, 1 vice)
| Resultado | Ano  | Campeonato       | Piso   | Parceiro         | Oponente                      | Placar             |
| --------- | ---- | ---------------- | ------ | ---------------- | ----------------------------- | ------------------ |
| Vice      | 1990 | Aberto da França | Saibro | Goran Ivanišević | Sergio Casal Emilio Sánchez   | 5–7, 3–6           |
| Campeão   | 1996 | Australian Open  | Duro   | Stefan Edberg    | Sébastien Lareau Alex O'Brien | 7–5, 7–5, 4–6, 6–1 |